# 阿列兹
阿列兹（法語：Alièze，法語發音：[aljɛz]）是法国汝拉省的一个市镇，位于该省东部，属于隆斯勒索涅区。

## 地理
阿列兹（46°35'17"N, 5°34'36"E）面积5.86 平方千米，位于法国勃艮第-弗朗什-孔泰大區汝拉省，该省份为法国东部内陆省份，北起上索恩省，西北接科多尔省，西临索恩-卢瓦尔省，南至安省，东与杜省和瑞士接壤。
与阿列兹接壤的市镇（或旧市镇、城区）包括：韦尔南图瓦、库尔贝特、栋皮埃尔叙蒙、普瓦德菲奥勒、普雷西伊、雷图斯、圣莫尔、拉沙约斯。

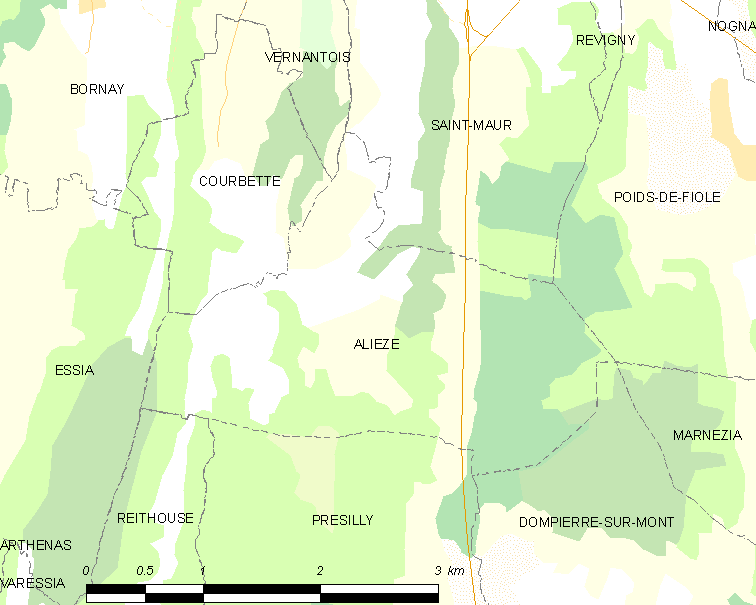
阿列兹的OSM定位图

阿列兹的时区为UTC+01:00、UTC+02:00（夏令时）。

## 行政
阿列兹的邮政编码为39270，INSEE市镇编码为39007。

## 政治
阿列兹所属的省级选区为穆瓦朗昂蒙塔涅县。

## 人口

1962-2008年间阿列兹人口变化图示

阿列兹于2022年1月1日时的人口数量为149人。